# Королевская усадьба на Шахене
Королевская усадьба на Шахене (нем. Königshaus am Schachen) — небольшой горный замок. Наименее известный среди замков короля Людвига II Баварского. Расположен на горе Шахен (Альпы) высотой 1866 м, примерно в 10 км к югу от Гармиш-Партенкирхена, Бавария. Недалеко располагается замок Эльмау.

## Исторический обзор
Замок был построен в 1869—1872 Людвигом II по проекту Георга Дольмана в стиле швейцарского деревенского домика шале. Иногда его называют охотничьим замком, хотя Людвиг никогда его не использовал для этой цели. Он приезжал сюда на день рождения и по случаю юбилейных дат.

## Королевский замок
В деревянном домике находятся гостиная, кабинет, спальня, ванная, турецкая баня, торжественный зал, «Турецкий зал», который занимает весь верхний этаж, оформленный в мавританском стиле по образцу турецких дворцов. Дом, в стиле усадеб восточных правителей, меблирован роскошными диванами, украшен лакированными вазами с павлиньим пером, декорированными люстрами, тонкими коврами. Однако по сравнению с другими замками и дворцами Людвига II домик выглядит довольно скромно.
В 1900 году ниже замка распланировали сад площадью 1 гектар, теперь являющийся филиалом Мюнхенского ботанического сада. Здесь выращивают более тысячи альпийских растений, собранных со всего мира от Альп до Гималаев.
В 2025 году замок, совместно с другими постройками Людвига II, вошёл в список объектов Всемирного наследия ЮНЕСКО.